# بوچلاتو
بوچلاتو (ایتالیایی: Buccellato) یک کیک دایره‌ای شکل است که با انجیر و گردو در جزیره سیسیل در دوران کریسمس تهیه می‌شود.